# Scapheremaeus cellulatifer
Scapheremaeus cellulatifer är en kvalsterart som beskrevs av Sandór Mahunka 1987. Scapheremaeus cellulatifer ingår i släktet Scapheremaeus och familjen Cymbaeremaeidae. Inga underarter finns listade i Catalogue of Life.